# DJ Sharpnel
DJ Sharpnel je naziv dvojca za japanske elektroničke glazbenike Jea i Lemmy. Osnovali su vlastitu Dōjin diskografsku kuću Sharpnelsound gdje se njihova izdanja albuma sastoje od J-Corea i trancea te djeluju kao gosti u pjesmama s japanskim DJ-ima i producentima kao što su DJ Chucky, m1dy i M-Project.
Skupina DJ Sharpnel je poznata po svojim glazbenim stilom speedcorea, gabbera i hardravea, miješajući teški bass i riječi ili zvukove (uzorke) iz anime serija i filmova te iz zapadnjačkih, pa čak i rap pjesama (kao u albumu Speed Disco Vol.2) tako dajući stilu jedinstvenost i prepoznatljivost.

## Vanjske poveznice
- Službena stranica
- Diskografija DJ Sharpnela
- DJ Sharpnel na MySpaceu